# Журавне (Охтирський район)
Жура́вне — село в Україні, у Чернеччинській сільській громаді Охтирського району Сумської області. Населення становить 284 осіб. До 2017 орган місцевого самоврядування — Чернеччинська сільська рада.

## Географія
Село Журавне знаходиться на правому березі річки Ворскла, вище за течією на відстані 3 км розташоване село Риботень, нижче за течією на відстані 1 км розташоване село Попелівщина, на протилежному березі - село Пилівка. Річка в цьому місці звивиста, утворює лимани, стариці і заболочені озера. Деякі стариці мають власні імена, наприклад, Швидка. До села примикає кілька лісових масивів (дуб).

## Історія
На карті Гійома де Боплана ( середина XVII ст).вказана місцевість, південніше міста Охтирка, яка має назву Журавне поле (Zurawno pole).
За даними на 1864 рік у власницькому селі Хухрянської волості Охтирського повіту Харківської губернії мешкало 1029 осіб (505 чоловічої статі та 524 — жіночої), налічувалось 179 дворових господарств, існували православна церква, селітряний заводи.
Станом на 1914 рік кількість мешканців зросла до 1852 осіб.
Село постраждало внаслідок геноциду українського народу, вчиненого урядом СССР у 1932—1933 роках, кількість встановлених жертв — 53 особи.
12 червня 2020 року, відповідно до розпорядження Кабінету Міністрів України № 723-р «Про визначення адміністративних центрів та затвердження територій територіальних громад Сумської області», село увійшло до складу Черниччинської сільської громади.
19 липня 2020 року, в результаті адміністративно-територіальної реформи та ліквідації Охтирського району(1923-2020), село увійшло до складу новоутвореного Охтирського району.

## Відомі люди
- У селі в родині ветерана Першої світової війни Петра Надолинного виховувався український перекладач з англійської мови Вихтір Шовкун.